# تناظر لورينتز

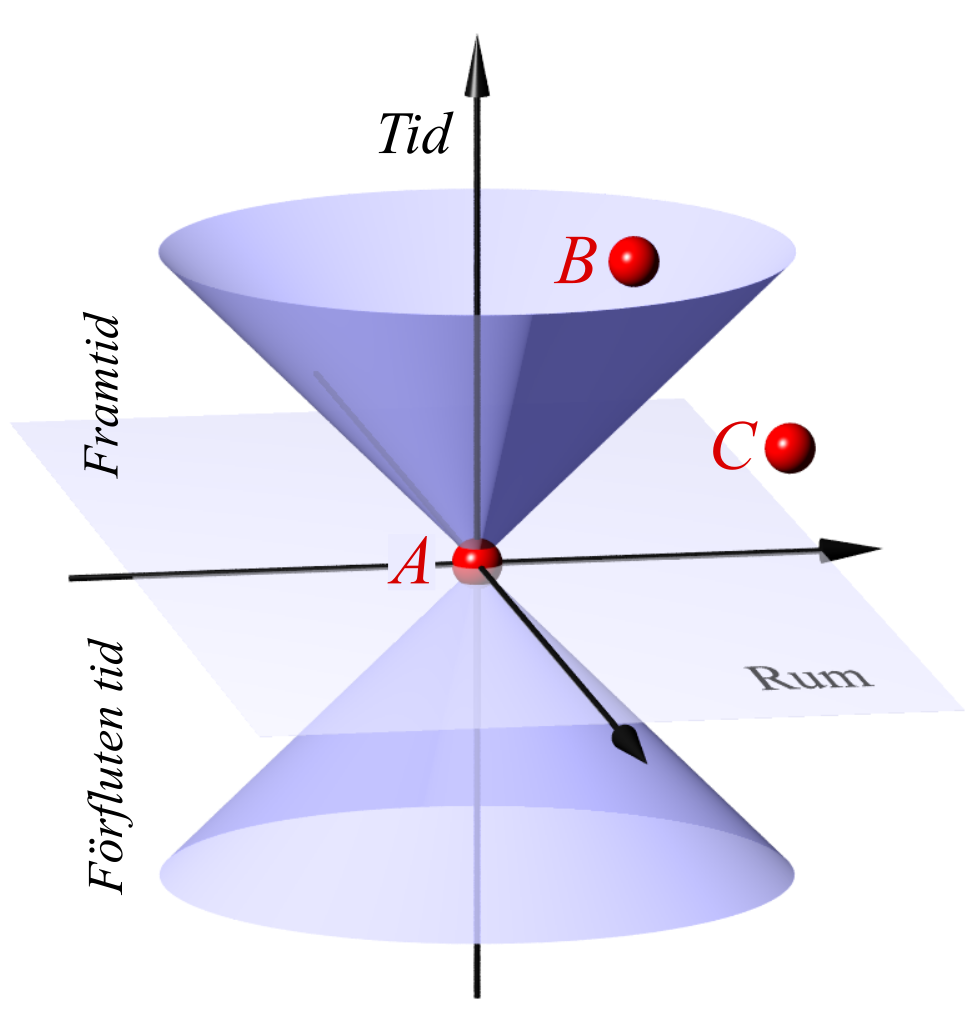

تناظر لورينتز (أو تغاير لورينتز) هو لاتباين (صمود) القوانين الفيزيائية عند تطبيق تحويلات لورينتز .

## اقرأ أيضاً
- تحويلات لورينتز